# میخائیل آقاجانوف
میخائیل ایوسیفی آقاجانوف (ارمنی: Միխայիլ Իոսիֆի Աղաջանով؛  زادهٔ ۳ ژوئیهٔ ۱۹۳۹ - درگذشته ۲۱ مارس ۲۰۲۴) یک پزشک و زیست‌شیمیدان اهل ارمنستان بود.

## زندگی‌نامه
در ۳ ژوئیهٔ ۱۹۳۹ در تفلیس به دنیا آمد و از دانشگاه پزشکی دولتی ایروان فارغ‌التحصیل شد. وی همچنین برنده دانشمند شایسته جمهوری ارمنستان شده است. وی در ۲۱ مارس ۲۰۲۴ در سن ۸۴ سالگی درگذشت.